# Nový Ples
Nový Ples là một làng thuộc huyện Náchod, vùng Královéhradecký, Cộng hòa Séc.